# Чемпіонат Полтавської області з футболу 1948
У фінальному етапі четвертого Чемпіонату Полтавської області взяли участь 4 команди. Всі матчі фінальної частини чемпіонату відбулися на стадіоні «Динамо» в Полтаві. Переможцем став кременчуцький «Дзержинець».

## Підсумкова таблиця фінальної частини
За перемогу присуджувалося 3 очки, нічию — 2 очки, поразку — 1 очко, неявку — 0 очок.
| М | Команда                  | І | В | Н | П | РМ   | О |
| - | ------------------------ | - | - | - | - | ---- | - |
|   | «Дзержинець» (Кременчук) | 3 | 3 | 0 | 0 | 11−3 | 9 |
| 2 | «Авіачастина» (Полтава)  | 3 | 2 | 0 | 1 | 16−4 | 7 |
| 3 | «Спартак» (Полтава)      | 3 | 0 | 1 | 2 | 4−11 | 4 |
| 4 | «Локомотив» (Гребінка)   | 3 | 0 | 1 | 2 | 2−15 | 4 |

## Результати матчів фінальної частини
| Дата    | Команда                  | Рахунок | Команда                  |
| ------- | ------------------------ | ------- | ------------------------ |
| 08.1948 | «Авіачастина» (Полтава)  | 1:2     | «Дзержинець» (Кременчук) |
| 08.1948 | «Спартак» (Полтава)      | 2:3     | «Дзержинець» (Кременчук) |
| 08.1948 | «Авіачастина» (Полтава)  | 8:1     | «Локомотив» (Гребінка)   |
| 08.1948 | «Дзержинець» (Кременчук) | 6:0     | «Локомотив» (Гребінка)   |
| 08.1948 | «Спартак» (Полтава)      | 1:1     | «Локомотив» (Гребінка)   |
| 08.1948 | «Авіачастина» (Полтава)  | 7:1     | «Спартак» (Полтава)      |